# Bill Watterson
William B. "Bill" Watterson II (født 5. juni 1958) er forfatteren til og tegneren af tegneserien Steen og Stoffer (engelsk: Calvin and Hobbes).
Watterson er født i Washington D.C. hvor hans far James G. Watterson studerede jura. Familien flyttede til Chagrin Falls i Ohio da Watterson var seks år gammel. Hans mor hedder Kathryn, og han har desuden en lillebror, Tom, som er high school lærer i Austin i Texas.

## Karriere
Bill Watterson har studeret statsvidenskab. Da han var færdiguddannet blev han ansat på Cincinnata Post, som politisk tegner, men blev hurtigt fyret fra jobbet.
1. ↑  Navnet er anført på svensk og stammer fra Wikidata hvor navnet endnu ikke findes på dansk.